# Оріоніди
Оріоніди (ori) — метеорний потік, який традиційно спостерігають в жовтні. В період активності з 2 жовтня по 29 жовтня, з максимумом 20 — 22 жовтня, можна побачити в середньому 20 — 25 метеорів за годину, радіант розташований між сузір'ями Оріона та Близнюків. На початку жовтня радіант знаходиться між зірками лямбда-Оріона та дзета-Тельця та рухається в сторону Близнюків. Зорепад породжений кометою Галея (1P/Halley). Ця комета дає ще одну активність — ета-Аквариди.

### Історія спостережень
Перші точні спостереження Оріонід провів А. С. Гершель (A. S. Herschel) 18 жовтня 1864 року, він зареєстрував 14 метеорів біля сузір'я Оріона. Наступного року 20 жовтня Гершель отримав підтвердження існування потоку. Після цього інтерес до потоку швидко зріс, в наступні роки 19 століття і в першій чверті 20 століття проводилися постійні спостереження.
Між британським астрономом-аматором В. Ф. Денінгом (W. F. Denning) та професіоналом зі Сполучених Штатів С. П. Олівером (C. P. Olivier) розгорілася суперечка стосовно радіанту Оріонід. Точка з якої вилітають метеори змінювалася кожного дня. Деннінг стверджував, що радіант не змінюється, в Олівера була протилежна думка. Проблема полягала в тому що радіант цього потоку був дещо розмитий, на відміну від інших щорічних потоків. Щоб вирішити суперечку декілька астрономів-аматорів та професіоналів проаналізували дані з фотографій та інших приладів, Олівер урешті-решт виявився правим.